# Horst Wessel
Horst Ludwig Georg Erich Wessel (9. oktober 1907 - 23. februar 1930) var en Sturmführer ("angrebsfører", den laveste officersgrad) i Sturmabteilung (SA), nazistpartiets stormtropper, i Berlin. Efter hans drab i 1930 blev han gjort til martyr for den nazistiske sag af Joseph Goebbels.
Wessel sluttede sig først til en række ungdomsgrupper og paramilitære grupper på den yderste højrefløj, men trådte senere ud af dem og sluttede sig til SA, nazistpartiets stormtropper i brune skjorter, der kæmpede på gaden. Han blev chef for flere SA-grupper og distrikter. Den 14. januar 1930 blev han skudt i hovedet af to medlemmer af Tysklands Kommunistiske Parti (KPD). Albrecht "Ali" Höhler blev arresteret og anklaget for mordet på ham. Höhler blev i første omgang idømt seks års fængsel, men blev tvangsfjernet og dræbt af SA efter nazisternes magtovertagelse.
Wessels begravelse fik stor opmærksomhed i Berlin, hvor mange fra den nazistiske elite var til stede. Efter hans død blev han et vigtigt propagandasymbol i Nazi-Tyskland. En march, som han havde skrevet teksten til, blev omdøbt til "Horst-Wessel-Lied" ("Horst Wessel-sangen") og blev nazistpartiets officielle hymne. Efter at Adolf Hitler kom til magten i 1933 blev sangen sammen med det første vers af "Deutschlandlied", også kendt som "Deutschland über alles", Tysklands nationalsang.
 Der er for få eller ingen kildehenvisninger i denne artikel, hvilket er et problem. Du kan hjælpe ved at angive troværdige kilder til de påstande, som fremføres i artiklen.